# Hassan Gouled Aptidon
Hassan Gouled Aptidon (Somali: Xasan Guuleed Abtidon) (Garissa 15 d'octubre de 1916 - Djibouti 21 de novembre de 2006), fou un polític de Djibouti, primer president del país del 1977 al 1999.

## Vida
Va néixer a Garissa, a Somaliland. Va participar en política i es va oposar al fourlaba Mahamoud Harbi Farah (vicepresident del consell del 1957 al 1958) que era partidari de la unió amb Somàlia i Somaliland. A les eleccions del 23 de novembre de 1958, amb el suport dels afars, va guanyar les eleccions. Harbi va sortir del país (i va morir poc després en accident aeri) i Aptidon va ascendir a vicepresident (el president era el governador francès) del consell de govern (desembre). L'abril de 1959 fou escollit per representar a Djibouti a l'Assemblea Nacional Francesa i va deixar el càrrec a l'àfar Ahmed Dini Ahmed.
Ali Aref Bourhan va esdevenir vicepresident del consell el juny de 1960 i va guanyar les eleccions de 1963. El setembre de 1966 Aref va dimitir després de les manifestacions per la independència quan Charles de Gaulle va visitar el territori, llavors anomenat Costa Francesa dels Somalis i Abdallah Mohamed Kamil va ocupar la vicepresidència. Aptidon va donar suport a la independència. Després del triomf de les posicions favorables a la sobirania francesa al referèndum del març de 1967, Aref va tornar al front del govern, i el 7 de juliol del 1967, per un canvi administratiu, fou nomenat primer ministre de l'ara anomenat Territori Francès dels Àfars i dels Isses.
Aptidon fou el cap de l'oposició a la política pro francesa de Bourhan El 1972 va fundar la Lliga Popular Africana per a la Independència a Mogadiscio. Va poder aconseguir el suport dels francesos, que van abandonar a Burhan, i va guanyar una majoria a l'assemblea amb diputats que havien canviat de bàndol. El 29 de juliol de 1976 Bourhan va dimitir i va tornar al govern Abdallah Mohamed Kamil. Després del referèndum que va afavorir la independència, Aptidon fou nomenat primer ministre el 18 de maig de 1977.

## Presidència
Va esdevenir el primer president del país quan Djibouti va accedir a la independència el 27 de juny de 1977, però el 12 de juliol de 1977 el va cedir a l'àfar Ahmed Dini Ahmed.
El 1979 va transformar el seu partit en el Reagrupament Popular pel Progrés (RPP) i després de la seva primera reelecció el 1981 va establir el sistema de partit únic. Fou altra vegada reelegit el 1985 i 1989. El 8 i 9 de gener de 1991 feu front a un intent de cop d'estat del que foren acusats els líders afars. La repressió va portar a la revolta dels àfars el mateix 1991, amb una guerra civil que va durar fins al 1994. El 1992 va haver de permetre més partits però a les eleccions del desembre següent només partits poc representatius es van presentar i el RPP va obtenir els 65 escons. Finalment es va establir el sistema d'un màxim de quatre partits pel període 1993-2003. El maig de 1993, sota la nova constitució, fou reelegit per quarta vegada amb més del 60% dels vots per a un període de sis anys.
El 4 de febrer de 1999, amb 83 anys, va anunciar que no es presentaria a les eleccions presidencials. Un Congrés extraordinari del RPP va designar al seu nebot Ismail Omar Guelleh, que havia ocupat ja elevats càrrecs, com a successor. Guelleh fou escollit a les eleccions de l'abril de 1999 i va succeir al seu oncle el 8 de maig de 1999.

## Matrimoni i mort
La seva dona Aicha Bogoreh, famosa per les seves obres de caritat, va morir el 2001 i Aptidon es va tornar a casar. Va morir a Djibouti el 21 de novembre de 2006 quan tenia 90 anys, uns mesos després que el seu nebot fos reelegit (2005) pel seu segon mandat.